# Andrzej Dutkiewicz
Andrzej Dutkiewicz (* 30. September 1942 in Staszów) ist ein polnischer Komponist, Pianist und Musikpädagoge.
Dutkiewicz studierte an der Staatlichen Musikhochschule Warschau Klavier bei Jerzy Lefeld und Regina Smendzianka (Diplom 1968) und Komposition bei Witold Rudziński (Diplom 1972). Als Fulbright-Stipendiat setzte er seine Ausbildung bei Samuel Adler und Wayne Barlow (Komposition) sowie Eugene List (Klavier) an der Eastman School of Music in Rochester fort, wo er den Doktorgrad erlangte. 1972 nahm er an den Darmstädter Ferienkursen teil, 1974–1975 an den Eastman Courses.
Er leitete von 1976 bis 1997 Kurse für Interpretation zeitgenössischer Musik beim International Music Camp Interlochen und an der Universität von La Paz, außerdem auch 1988–2000 in Seoul und Daego. Als Gastdozent hielt er Vorlesungen an mehr als 50 amerikanischen Universitäten. An der Fryderyk-Chopin-Musikakademie leitete er als ordentlicher Professor von 1993 bis 1999 die interfakultären Studien für die Interpretation zeitgenössischer Musik, war von 1999 bis 2005 Dekan der Abteilung für Klavier, Cembalo und Orgel und danach Leiter des interfakultären Studiums für Neue Musik. Seit 1999 war er außerdem stellvertretender Direktor des polnisch-koreanischen Bildungsprojektes zwischen der Fryderyk-Chopin-Musikakademie und der Keimyung University in Südkorea.
Dutkiewicz ist Gründer und Leiters des Ensembles für Neue Musik Grupa XX, mit dem er fast in ganz Europa, in Asien, Nord- und Südamerika auftrat. 1970 erhielt er den Ersten Preis beim Internationalen Wettbewerb für Interpreten zeitgenössischer Musik in Rotterdam. In der Folgezeit spielte er für das polnische Label Polskie Nagrania Kompositionen Witold Lutosławskis und Karol Szymanowskis ein, 1997–1999 entstanden Aufnahmen eigener Kompositionen (Dutkiewicz plays Dutkiewicz; Polska Muzyka Współczesna, Panorama Nowej Muzyki Polskiej).
Seine Kompositionen wurden u. a. in der New Yorker Carnegie Hall und bei Festivals wie dem Blossom Music Festival, dem  American Liszt Society Festival, beim DresdenerNeustadt Art Festival, dem Warschauer Herbst und den Berliner Festspielen aufgeführt. 2002 erhielt er das Goldene Verdienstkreuz der Republik Polen, 2008 die Goldmedaille des Verdienstordens der Keimyung University.

## Werke
- Pocałunki, 5 Lieder für gemischten Chor a cappella (1969)
- Toccatina für Klavier (1969)
- Impresje für Blech und Klavier (1969)
- Suita für Klavier (1970)
- Musiquette für Kammerensemble (1970)
- Szkice orkiestrowe für großes Sinfonieorchester (1971)
- Kwartet smyczkowy (1972)
- Concerto for Chamber Orchestra and Piano (1973–77)
- 4 – 28 – 74 für Sopran, Flöte, Horn, Klavier, Kontrabass und Tonband (1974)
- Music for Two für zwei Klaviere (1975)
- Danse triste für Altsaxophon und Klavier (1977–78)
- Sześć medytacji für Elektronik und Klavier (1978)
- Music for Four für Violine, Fagott, Altsaxophon und Klavier (1980)
- Mini-max für Streichorchester (1981)
- Duo für Altsaxophon und Horn (1982)
- Capriccio für Altsaxophon und Horn (1983)
- Music for Five für Bläserquintett (1983–84)
- ...DelicatissimamentE für fünf Musiker (1983)
- Music for One für Horn solo (1983)
- Music for Three für Violine, Vello und Klavier (1983)
- Pappet Suite für Klavier (1984)
- Impresje für Klavier (1984)
- Dwa nokturny i improwizacja für Fagott und Harfe (1984)
- Fantazja für Waldhorn solo (1984)
- Seascapes für Klavier (1984)
- Nocturnes für Harfe und Fagott (1984)
- Trzy szkice w retrospekcji für Klavier (1985)
- À – La. für Klavier (1986)
- Sophie’s Music for Four für Klaviertrio und Tonband (1987)
- Tango mon amour für Cello und Klavier (1995)
- Romanza für Violine und Klavier (1996)
- Hymnus in honorem Sancti Andreae für gemischten Chor a cappella (1998)
- Metafora für gemischten Chor, Orgel und Perkussion (1998)
- Musica sanctissima für Streichorchester (1999, 2004)
- Concerto for Two Pianos and Orchestra (2001)
- Trzy szkice w retrospekcji Version II für Klavier (2001)
- Trzy pieśni i dwa interludia für Sopran und verstärktes Klavier (2006)
- Trzy pieśni für Bariton, Flöte und Klavier nach Gedichten von Wacław Oszajca (2007)
- Trzy pieśni i dwie improwizacje für Sopran, Tenor, Bariton, Flöte und Perkussionsinstrumente nach Texten polnischer Dichter (2008)